# Black Island
Black Island is een onbewoond eiland dat deel uitmaakt van de Canadese provincie Newfoundland en Labrador. Het heeft een oppervlakte van 5,8 km² en bevindt zich aan de oostkust van Labrador.

## Geschiedenis
Archeologische vondsten tonen aan dat Black Island eeuwenlang aangedaan werd door de nomadische inheemse bevolking van het gebied. Zo werd er in het noordoosten onder meer een kampsite uit de Groswatercultuur – een vroege Paleo-Eskimocultuur – ontaard. Deze viel met C14-datering te plaatsen tussen 60 v.Chr. en 140 n.Chr.
Ook uit de latere periode binnen de Paleo-Eskimocultuur zijn verschillende sporen en voorwerpen teruggevonden. Deze zijn gedateerd tussen 600 en 740 n.Chr. en bepaald als stammende uit de Dorsetcultuur. Uit nog latere periodes zijn er ook beperkte archeologische vondsten van moderne indianen teruggevonden.
Op het eiland bevond zich van de 19e eeuw tot ongeveer halverwege de 20e eeuw een kleine Inuitnederzetting bestaande uit negen woonsten opgetrokken met hout en zoden. De nederzetting werd nu en dan aangedaan door stoomboten die langs de vele Labradorse havens passeerden, onder andere in het nabijgelegen dorp Grady Harbour.

## Geografie
Het in de Labradorzee gelegen Black Island ligt 3 km ten oosten van de Labradorse kust en bevindt zich zo'n 6 km ten noorden van North Head, de noordelijke kaap van Table Bay. Rondom Black Island liggen verschillende kleinere eilanden, waaronder het 2 km noordwestelijker gelegen Grady Island, het 2,5 km noordelijker gelegen Offer Wolf Island en de 2,5 km noordoostelijker gelegen groep The Wolves. De Bird Islands liggen op hun beurt zo'n 7 km verder zuidoostwaarts.
Black Island heeft een maximale lengte van 3,3 km en een maximale breedte van 2,6 km. Het bereikt een hoogte van 66 m boven de zeespiegel. Het eiland ziet er uit als een vlakke richel met een scherpe piek aan ieder uiteinde en bestaat – in tegenstelling tot wat de naam doet vermoeden – uit rotsen met een vrijwel witte kleur. Direct ten noorden ervan ligt een klein, naamloos eiland.
In het noordwesten bevindt zich een smalle natuurlijke haven die bekendstaat als Black Island Harbor.
De dichtstbij gelegen bewoonde plaats is de ruim 40 km westelijker gelegen gemeente Cartwright.

## Geologie
De bodem van Black Island bestaat uit fijn- tot relatief fijnkorrelig pelitisch schist- en gneis-gesteente. Ditzelfde type van sedimentair protoliet ligt eveneens aan het oppervlak van de Flat Islands en van het noorden van het Cape North-schiereiland.
Het maakt deel uit van een bredere formatie van pre-Labradors suprakrustaal gesteente met een vermoedelijke ouderdom van 1,77 à 1,80 miljard jaar.

## Natuurbescherming
Het gedeelte van de Labradorse kust waar Black Island gelegen is staat bekend als een gebied waar eiders en harlekijneenden de tijd doorbrengen tijdens hun ruiperiode. In 2010 sloten het provinciebestuur en het gemeentebestuur van Cartwright daarom een samenwerkingsverband om het betreffende kustgebied te beschermen.